# Col du Portillon
De Col du Portillon is een 1293 meter hoge bergpas in de Pyreneeën.
De col is gelegen in het departement van de Haute-Garonne in de gemeente Bagnères-de-Luchon. De col vormt de grens tussen Frankrijk en Spanje. Aan Spaanse kant is het dorp Bossòst gelegen.

## Wielrennen
De Col is in de Ronde van Frankrijk al meermaals beklommen.